# اشتاینباخ ام سایبرگ
اشتاینباخ ام سایبرگ (به آلمانی: Steinbach am Ziehberg) یک منطقهٔ مسکونی در اتریش است که در ناحیه کیرشدورف آندر کرمس واقع شده‌است. اشتاینباخ ام سایبرگ ۳۴٫۸ کیلومتر مربع مساحت دارد ۵۴۷ متر بالاتر از سطح دریا واقع شده‌است.